# قرية السادة (عمران)
قرية السادة هي إحدى قرى الجمهورية اليمنية. تتبع جغرافيا لمحافظة عمران وإداريًا لمديرية مسور. يبلغ تعداد سكانها 931 نسمة حسب الإحصاء الذي أجري عام 2004.